# Przejście podziemne
Przejście podziemne (Pas subterrani) és un telefilm polonès produït el 1973, una de les primeres pel·lícules de Krzysztof Kieślowski.

## Argument
Michał es trasllada d’una ciutat de províncies a Varsòvia en una excursió escolar. Al pas subterrani de l'Estació Central es troba a la seva dona Lena, que el va deixar fa un temps. La dona treballa com a decoradora d'aparadors. A la botiga, Michał intenta convèncer la seva dona perquè torni a casa, i en el fons continua la vida nocturna i matinal del passatge subterrani (rodada en estil documental).

## Repartiment
- Andrzej Seweryn - Michał
- Teresa Budzisz-Krzyżanowska - Lena
- Zygmunt Maciejewski - educador
- Anna Jaraczówna - àvia del bany
- Jan Orsza-Łukaszewicz - home apallissat
- Janusz Skalski - un home que fa decoracions
- Marcel Łoziński - Un francès que busca una manera
- Wojciech Wiszniewski - un home que fa decoracions